# Neuville-lès-Vaucouleurs
Neuville-lès-Vaucouleurs es una comuna francesa situada en el departamento de Mosa, en la región Grand Est.

## Demografía
| 273 | 215 | 178 | 164 | 153 | 145 | 175 |
| Para los censos de 1962 a 1999 la población legal corresponde a la población sin duplicidades (Fuente: INSEE [Consultar]) |     |     |     |     |     |     |